# Safari Helicopter
Safari Helicopter, cuyo nombre anterior era Canadian Home Rotors, es una empresa que produce los helicópteros SAFARI, cuya sede principal está en Ear Falls, Ontario (Canadá).
Hacia el año de 2009 la empresa fue vendida a Bobby y Delane Baker. El señor Murria Sweet, que fue el desarrollador original del SAFARI, continuó como consultor de la compañía al igual que otros miembros del personal. Los nuevos propietarios han anunciado que proveerá el soporte a los usuarios del Safari en todo el mundo a través de una red de vendedores.